# 國立嘉義大學人文藝術學院
國立嘉義大學人文藝術學院，簡稱嘉大人文藝術學院，是位於國立嘉義大學民雄校區的學院，2000年，與國立嘉義技術學院合併成國立嘉義大學時，設立人文藝術學院。

## 學院簡史

### 併校以前
1957年，在林森校區原址成立「臺灣省立嘉義師範學校」，招收初中職畢業生，修業三年，以培育國民學校教師:583。
1966年，改制「臺灣省立嘉義師範專科學校」，為五年制專科學校，招收國中畢業生:98、101。
1987年，改制為「臺灣省立嘉義師範學院」，增設語文教育學系、社會科教育學系。1991年，改隸中央，易校名為「國立嘉義師範學院」。1992年，增設音樂教育學系，校本部遷校至嘉義縣民雄鄉，今民雄校區現址。1997年，增設美勞教育學系。

### 併校以後
2000年2月1日，與國立嘉義技術學院合併成「國立嘉義大學」，正式由中國文學系、外國語言學系、史地學系、音樂學系、美術學系等5學系，及視覺藝術研究所碩士班組成「國立嘉義大學人文藝術學院」。2013年8月1日，史地學系更名為「應用歷史學系」。研究出版《藝術研究期刊》

## 旗下系所

### 中國文學系暨研究所
嘉大中文，2000年由「嘉義師院語文教育學系」、「嘉義技術學院共同科中文組」整併成立，設有大學部學士班及研究所碩士班。

### 外國語言學系暨研究所
嘉大外語，成立於2000年，區分為「應用外語組」、「英語教學組」等兩組授課，設有大學部學士班及研究所碩士班。

### 應用歷史學系暨研究所
嘉大歷史，原稱「史地學系」，2000年由「嘉義師院社會科教育學系史地組」、「嘉義技術學院共同科史地組」整併成立，設有大學部學士班及研究所碩士班。

### 視覺藝術學系暨研究所
嘉大視覺，原為「美術學系」、「視覺藝術研究所」，源自於嘉義師院初等教育學系，成立於1987年，前身為初等教育學系美勞組，1997年，獨立為「美勞教育學系」，2000年，轉型「美術學系」，並成立「視覺藝術研究所」，2010年，系所整併，以傳授藝術創作、藝術理論、藝術教育、藝術行政、電腦藝術與設計等相關課程，設有大學部學士班及研究所碩士班。

### 音樂學系暨研究所
嘉大音樂，成立於1992年，前身為嘉義師院音樂教育學系，區分為「音樂演奏學程」、「音樂教學學程」、「音樂劇製作學程」等三大學程授課，設有大學部學士班及研究所碩士班。

## 附屬單位

### 人文藝術中心
為提升人文藝術素養，推動教育部施政主軸中美感教育政策方針，規劃推展各項人文藝術相關活動，以促進人文藝術研究水準，進而發揚人文精神，強化全民文化素養。

### 台灣文化研究中心
嘉大台灣文化研究。

## 外部連結
- 國立嘉義大學人文藝術學院 （页面存档备份，存于）
- 國立嘉義大學（页面存档备份，存于） （繁體中文）（英文）